# Journal of Hematology & Oncology
Das Journal of Hematology & Oncology, abgekürzt J. Hematol. Oncol., ist eine wissenschaftliche Fachzeitschrift, die vom Biomed Central-Verlag veröffentlicht wird. Sie ist die offizielle Zeitschrift des Chinese American Hematologist and Oncologist Network, die ausschließlich online erscheint und freien Zugang zu den Artikeln ermöglicht. Es werden Arbeiten aus den Bereichen Hämatologie und Onkologie veröffentlicht.
Der Impact Factor lag im Jahr 2020 bei 17,388. Nach der Statistik des ISI Web of Knowledge wird das Journal mit diesem Impact Factor in der Kategorie Hämatologie an dritter Stelle von 76 Zeitschriften und in der Kategorie Onkologie an 11. Stelle von 242 Zeitschriften geführt.